# Жансая Абдумалик
Жансая́ Дания́ровна Абдумали́к (на казахски: Жансая Даниярқызы Әбдумәлік; 12 януари 2000, Алма-Ата) е казахстанска шахматистка-вундеркинд, най-младата шампионка на Азия и гросмайстор сред жените.
Започва спортната си кариера под треньорското ръководство на баща си Данияр Аширов, като печели първата си титла на общинско ниво на 6 години.
През 2014 г. вече е национален лидер със собствен тренировъчен клуб, основан с участието на бившия световен шампион Анатолий Карпов. След 2012 г. неин треньор е Владимир Чучелов и с нея той печели Приза за най-добър треньор на Световната шахматна федерация за 2013 г.

## Кариера
| Период         | Турнир                         | Местоположение             | Резултат                                  | Звание                             |
| -------------- | ------------------------------ | -------------------------- | ----------------------------------------- | ---------------------------------- |
| януари 2007    | Момичета до 8 г.               | Казахстан                  | 8,5 / 9 точки                             |                                    |
| юни 2007       | Момичета до 7 г.               | Украйна                    | златен медал                              | първи разряд                       |
| ноември 2007   | U20 Световно първенство        | Турция                     | IV място                                  |                                    |
| януари 2008    | Момичета до 8 г.               | Казахстан                  | първо място                               |                                    |
| март 2008      | Момичета до 10 г.              | Казахстан                  | злато в кат. „класика“, „рапид“ и „блиц“. | Абсолютен републикански шампион    |
| юли 2008       | Шампионат на Азия              | Иран                       |                                           | Шампионка на Азия                  |
| октомври 2008  | Световно първенство за юноши   | Виетнам                    | 10/ 11 точки                              | Световна шампионка.                |
| ноември 2010   | Световно първенство за ученици | Турция                     | I място                                   | Международен майстор               |
| май 2011       | Световно първенство за ученици | Полша                      | I място                                   |                                    |
| ноември 2011   | Световно първенство до 12 г.   | Бразилия                   | I място.                                  |                                    |
| ноември 2012   | Световно първенство до 12 г.   | Словения                   | II място                                  | Гросмайстор                        |
| септември 2013 | Световно първенство до 20 г.   | Турция                     | II място                                  |                                    |
| ноември 2013   | Brno Open CZECH TOUR           | Чехия                      | I място                                   | Спортист на годината на Казахастан |
| април 2014     | Шампионат на Азия              | Обединени арабски емирства | III място                                 |                                    |